# Johann Hermann
Johann vagy Jean Hermann (Barr, 1738. december 31. – Strasbourg, 1800. október 4.) francia orvos és természettudós. Zoológiai szakmunkákban nevének rövidítése: „Hermann”. Botanikai szakmunkákban nevének rövidítése: „Herrm.”.
Fia, Jean-Frédéric Hermann (1768–1793) szintén orvos, továbbá entomológiára szakosodott természettudós volt.

## Munkássága
Johann Hermann a Strasbourgi Egyetem (Universität Straßburg, Université de Strasbourg) orvos-professzora volt. Két fő műve a „Tabula affinitatum animalium” (1783) és az „Observationes zoologicae quibus novae complures”, de az utóbbit csak négy évvel a halála után nyomtatták ki, 1804-ben, amikor Straßburg városa megvásárolta Hermann gyűjteményét, amit a város Természeti Múzeumában állítottak ki.
A legismertebb, Hermannról elnevezett állat a görög teknős (Testudo hermanni).

## Johann Hermann által alkotott és/vagy megnevezett taxonok
Az alábbi linkben megnézhető Johann Hermann taxonjainak egy része.

## Fordítás
- Ez a szócikk részben vagy egészben  a   Johann Hermann című angol Wikipédia-szócikk ezen változatának fordításán alapul.  Az eredeti cikk szerkesztőit annak laptörténete sorolja fel. Ez a jelzés csupán a megfogalmazás eredetét és a szerzői jogokat jelzi, nem szolgál a cikkben szereplő információk forrásmegjelöléseként.